# Blandinsville, Illinois
Blandinsville là một làng thuộc quận McDonough, tiểu bang Illinois, Hoa Kỳ. Năm 2010, dân số của làng này là 651 người.

## Dân số
Dân số qua các năm:
- Năm 2000: 777 người.
- Năm 2010: 651 người.